# Bombay Samachar
Bombay Samachar, även Mumbai Samachar, är Indiens äldsta fortfarande utkommande dagstidning. Tidningen är skriven på gujarati och har getts ut i Bombay sedan 1822. Mumbai Samachar är en av Bombays mest betrodda tidningar.